# Вайпер, Нельсон
Не́льсон Фе́ликс Па́трик Ва́йпер (нем. Nelson Felix Patrick Weiper; родился 17 марта 2005) — немецкий футболист, нападающий клуба «Майнц 05».

## Клубная карьера
Уроженец Майнца, Нельсон является воспитанником футбольной академии клуба «Майнц 05», за которую выступал с 2012 года. 1 октября 2022 года дебютировал в основном составе «Майнца» в матче немецкой Бундеслиги против «Фрайбурга». 24 февраля 2023 года забил свой первый гол за «Майнц 04» в матче Бундеслиги против клуба «Боруссия (Мёнхенгладбах)».

## Карьера в сборной
Выступал за сборные Германии до 17 лет и до 18 лет. В мае 2022 года сыграл на юношеском чемпионате Европы (до 17 лет), забив на турнире три гола.

## Достижения
- Золотая медаль Фрица Вальтера (лучший игрок до 17 лет): 2022